# I due papi
I due papi (The Two Popes) è un film del 2019 diretto da Fernando Meirelles e sceneggiato da Anthony McCarten, basato sull'opera teatrale dello stesso McCarten del 2017 The Pope.
Interpretato da Jonathan Pryce e Anthony Hopkins rispettivamente nei ruoli di papa Francesco e papa Benedetto XVI, il film racconta del rapporto tra i due ecclesiastici appena prima delle dimissioni di quest'ultimo dalla carica di pontefice e della conseguente elezione di Francesco a Papa nel 2013.

## Trama
Frustrato dalla direzione intrapresa dalla Chiesa, nel 2012 il cardinale Jorge Mario Bergoglio chiede il permesso di ritirarsi dalla sua carica a papa Benedetto XVI, la cui interpretazione della dottrina è diametralmente opposta alla sua. Subissato da continui scandali, contemporaneamente il Papa lo convoca personalmente a Roma per altri motivi, e questo soggiorno romano finirà per diventare così un'occasione per i due di conoscersi meglio e confrontare le proprie idee, tra tradizione e progresso, senso di colpa e perdono, spingendo il Pontefice a intraprendere una scelta difficile per il bene di oltre un miliardo di fedeli.

## Produzione
Nel settembre del 2017 Netflix ha annunciato un lungometraggio basato sul passaggio di consegne al soglio pontificio tra papa Benedetto XVI e papa Francesco. Come protagonisti sono stati scelti rispettivamente Anthony Hopkins e Jonathan Pryce. Fernando Meirelles avrebbe diretto il film da una sceneggiatura di Anthony McCarten, basata sull'opera teatrale The Pope del 2017. L'intenzione di McCarten è stata «quella di esplorare le relazioni e le diverse visioni del mondo dei due più potenti leader della Chiesa cattolica e in che modo il passato e la storia personale di entrambi abbia influito, e stia influendo, sui loro pontificati».
Le riprese del film sono cominciate nel novembre del 2017 in Argentina, per poi spostarsi nell'aprile del 2018 a Roma e alla Reggia di Caserta. Alcune riprese sono state fatte in palazzo Farnese a Caprarola.

## Promozione
Il teaser trailer del film è stato diffuso online il 29 agosto 2019. Il trailer ufficiale è diffuso online il 5 novembre 2019.

## Distribuzione
Il film è stato presentato in anteprima al Telluride Film Festival il 31 agosto 2019.
Ha avuto una distribuzione limitata nelle sale cinematografiche statunitensi a partire dal 27 novembre 2019 e in quelle britanniche dal 29 novembre. In Italia, è stato distribuito in sala dalla Cineteca di Bologna dal 2 al 4 dicembre 2019. Il film è stato pubblicato internazionalmente da Netflix sulla propria piattaforma streaming il 20 dicembre 2019.

## Accoglienza

### Critica
Sul sito Rotten Tomatoes il film ha una percentuale di gradimento del 90% su 229 recensioni da parte della critica, con un voto in media di 8,0. Su Metacritic detiene un punteggio di 75 su 100, basato su 39 recensioni, che indica "recensioni tendenzialmente favorevoli".

## Riconoscimenti
- 2020 - Premio Oscar[17]
  - Candidatura per il miglior attore a Jonathan Pryce
  - Candidatura per il miglior attore non protagonista a Anthony Hopkins
  - Candidatura per la migliore sceneggiatura non originale a Anthony McCarten
- 2020 - Golden Globe[18]
  - Candidatura per il miglior film drammatico
  - Candidatura per il miglior attore in un film drammatico a Jonathan Pryce
  - Candidatura per il miglior attore non protagonista in un film a Anthony Hopkins
  - Candidatura per la miglior sceneggiatura di un film a Anthony McCarten
- 2020 - Premio BAFTA[19]
  - Candidatura per il miglior film britannico
  - Candidatura per il miglior attore protagonista a Jonathan Pryce
  - Candidatura per il miglior attore non protagonista a Anthony Hopkins
  - Candidatura per la migliore sceneggiatura non originale a Antohny McCarten
  - Candidatura per il miglior casting a Nina Gold
- 2019 - Satellite Award[20]
  - Candidatura per il miglior film drammatico
  - Candidatura per il miglior attore non protagonista a Anthony Hopkins
  - Candidatura per la miglior sceneggiatura non originale a Anthony McCarten
  - Candidatura per la miglior scenografia a Mark Tildesley e Saverio Sammali
  - Candidatura per i migliori costumi a Luca Canfora
- 2020 - Critics' Choice Awards[21]
  - Candidatura per il miglior attore non protagonista a Anthony Hopkins
  - Candidatura per la miglior sceneggiatura non originale a Anthony McCarten